# Championnat de Russie de football 2007
Navigation
Saison précédente Saison suivante
La saison 2007 de Premier-Liga est la seizième édition de la première division russe.
Lors de cette saison, le CSKA Moscou a tenté de conserver son titre de champion de Russie face aux quinze meilleurs clubs russes lors d'une série de matchs se déroulant sur toute l'année.
Chacun des seize clubs participant au championnat a été confronté à deux reprises aux quinze autres.
Quatre places étaient qualificatives pour les compétitions européennes, la cinquième place étant celles du vainqueur de la Coupe de Russie 2007-2008.
C'est le Zénith Saint-Pétersbourg qui a été sacré champion de Russie pour la première fois de son histoire.

## Clubs participants
CSKA Moscou
Dynamo Moscou
Lokomotiv Moscou
FK Moscou
Spartak Moscou
Légende des couleurs
- Phase de groupes de qualification de la Ligue des champions 2007-2008
- Troisième tour de qualification de la Ligue des champions 2007-2008
- Premier tour de la Coupe UEFA 2007-2008
- Deuxième tour de qualification de la Coupe UEFA 2007-2008
- Deuxième tour de la Coupe Intertoto 2007
- Promu de deuxième division

| Club                     | Présent depuis | Classement 2006 | Entraîneur                 | Stade                  | Capacité théorique |
| ------------------------ | -------------- | --------------- | -------------------------- | ---------------------- | ------------------ |
| CSKA Moscou              | 1992           | 1               | Valeri Gazzaev             | Stade Loujniki         | 84 745             |
| Spartak Moscou           | 1992           | 2               | Stanislav Tchertchessov    | Stade Loujniki         | 84 745             |
| Lokomotiv Moscou         | 1992           | 3               | Anatoli Bychovets          | Stade Lokomotiv        | 28 800             |
| Zénith Saint-Pétersbourg | 1996           | 4               | Dick Advocaat              | Stade Petrovski        | 22 000             |
| Rubin Kazan              | 2003           | 5               | Kurban Berdyev             | Stade central          | 10 000             |
| FK Moscou                | 2001           | 6               | Leonid Sloutski            | Stade Eduard Streltsov | 13 200             |
| Luch-Energia Vladivostok | 2006           | 7               | Sergueï Pavlov             | Stade Dinamo           | 10 200             |
| Tom Tomsk                | 2005           | 8               | Valeri Petrakov            | Stade Troud            | 10 000             |
| Spartak Naltchik         | 2006           | 9               | Iouri Krasnojan            | Stade Spartak          | 14 149             |
| Krylia Sovetov Samara    | 1992           | 10              | Aleksandr Tarkhanov        | Stade Metallourg       | 33 220             |
| Saturn Ramenskoïe        | 1999           | 11              | Gadji Gadjiev              | Stade Saturn           | 14 685             |
| FK Rostov                | 1995           | 12              | Oleg Dolmatov              | Olimp-21 vek           | 15 840             |
| Amkar Perm               | 2004           | 13              | Rashid Rahimov             | Stade Zvezda           | 17 000             |
| Dynamo Moscou            | 1992           | 14              | Andreï Kobelev             | Stade Dynamo           | 36 540             |
| FK Khimki                | 2007           | 1 (D2)          | Slavoljub Muslin           | Stade Rodina           | 5 083              |
| Kouban Krasnodar         | 2007           | 2 (D2)          | Leonid Nazarenko (intérim) | Stade Kouban           | 30 889             |

### Changements d'entraîneur
| Club                  | Entraîneur partant         | Date de départ | Entraîneur arrivant        | Date d'arrivée |
| --------------------- | -------------------------- | -------------- | -------------------------- | -------------- |
| Kouban Krasnodar      | Pavlo Yakovenko            | avril 2007     | Leonid Nazarenko (intérim) | avril 2007     |
| Saturn Ramenskoïe     | Vladimír Weiss             | mai 2007       | Gadji Gadjiev              | mai 2007       |
| Spartak Moscou        | Vladimir Fedotov           | juin 2007      | Stanislav Tchertchessov    | juin 2007      |
| FK Rostov             | Sergueï Balakhnine (en)    | juillet 2007   | Pavlo Yakovenko            | juillet 2007   |
| FK Rostov             | Pavlo Yakovenko            | juillet 2007   | Oleg Dolmatov              | juillet 2007   |
| Kouban Krasnodar      | Leonid Nazarenko (intérim) | août 2007      | Soferbi Iechougov          | août 2007      |
| Krylia Sovetov Samara | Sergueï Oborine            | août 2007      | Aleksandr Tarkhanov        | août 2007      |
| FK Khimki             | Vladimir Kazatchionok      | septembre 2007 | Slavoljub Muslin           | septembre 2007 |
| Kouban Krasnodar      | Soferbi Iechougov          | septembre 2007 | Leonid Nazarenko (intérim) | septembre 2007 |

## Compétition

### Qualifications en coupes d'Europe
À l'issue de la saison, le champion s'est qualifié pour la phase de groupes de la Ligue des champions 2008-2009, le deuxième s'est quant à lui qualifié pour le troisième tour préliminaire de cette même Ligue des champions.
Alors que le vainqueur de la Coupe de Russie 2007-2008 a pris la première des deux places en Coupe UEFA 2008-2009, l'autre place est revenue au quatrième du championnat. Il est à noter cependant que la première place était directement qualificative pour le premier tour de la compétition alors que la suivante n'était qualificative que pour le deuxième tour de qualification.
Enfin, le cinquième du championnat a pris la place en Coupe Intertoto 2008. Cette place était qualificative pour le deuxième tour de la compétition.

### Classement
Le classement est établi sur le barème classique de points (victoire à 3 points, match nul à 1, défaite à 0).
Pour départager les équipes à égalité de points, on tient d'abord compte des confrontations directes, puis si la qualification ou la relégation est en jeu, les deux équipes jouent une rencontre d'appui sur terrain neutre.
| Rang | Équipe                   | Pts | J  | G  | N  | P  | Bp | Bc | Diff |
| ---- | ------------------------ | --- | -- | -- | -- | -- | -- | -- | ---- |
| 1    | Zénith Saint-Pétersbourg | 61  | 30 | 18 | 7  | 5  | 54 | 32 | +22  |
| 2    | Spartak Moscou           | 59  | 30 | 17 | 8  | 5  | 50 | 30 | +20  |
| 3    | CSKA Moscou T S C        | 53  | 30 | 14 | 11 | 5  | 43 | 24 | +19  |
| 4    | FK Moscou                | 52  | 30 | 15 | 7  | 8  | 40 | 32 | +8   |
| 5    | Saturn Ramenskoïe        | 45  | 30 | 11 | 12 | 7  | 34 | 28 | +6   |
| 6    | Dynamo Moscou            | 41  | 30 | 11 | 8  | 11 | 37 | 35 | +2   |
| 7    | Lokomotiv Moscou         | 41  | 30 | 11 | 8  | 11 | 39 | 42 | -3   |
| 8    | Amkar Perm               | 41  | 30 | 10 | 11 | 9  | 30 | 27 | +3   |
| 9    | FK Khimki P              | 37  | 30 | 9  | 10 | 11 | 32 | 33 | -1   |
| 10   | Tom Tomsk                | 35  | 30 | 8  | 11 | 11 | 37 | 35 | +2   |
| 11   | Rubin Kazan              | 35  | 30 | 10 | 5  | 15 | 31 | 39 | -8   |
| 12   | Spartak Naltchik         | 33  | 30 | 8  | 9  | 13 | 29 | 38 | -9   |
| 13   | Krylia Sovetov Samara    | 32  | 30 | 8  | 8  | 14 | 35 | 46 | -11  |
| 14   | Luch-Energia Vladivostok | 32  | 30 | 8  | 8  | 14 | 26 | 39 | -13  |
| 15   | Kouban Krasnodar P       | 32  | 30 | 7  | 11 | 12 | 27 | 38 | -11  |
| 16   | FK Rostov                | 18  | 30 | 2  | 12 | 16 | 18 | 44 | -26  |

| Légende : Qualifications et relégations | Légende : Qualifications et relégations                                                                                             |
| --------------------------------------- | --- |
|                                         | Ligue des champions 2008-2009 (Phase de groupes)                                                                                    |
|                                         | Ligue des champions 2008-2009 (3e tour préliminaire)                                                                                |
|                                         | Coupe UEFA 2008-2009 (1er tour) |
|                                         | Coupe UEFA 2008-2009 (2e tour de qualification)                                                                                     |
|                                         | Coupe Intertoto 2008 (2e tour) |
|                                         | Relégation en deuxième division |
|                                         | T : Tenant du titre 2006 P : Promu 2006 C : Vainqueur de la Coupe de Russie 2007-2008 S : Vainqueur de la Supercoupe de Russie 2007 |

### Matchs
| Résultats (▼dom., ►ext.)                                   | Amk | CSK | DyM | Khi | FKM | Ros | Kry | Kou | LoM | Luc | Rub | Sat | SpM | SpN | Tom | Zén |
| Amkar Perm                                                 |     | 1-1 | 1-1 | 3-1 | 3-1 | 2-1 | 4-1 | 0-0 | 1-0 | 1-0 | 1-1 | 3-1 | 0-1 | 1-1 | 3-3 | 1-1 |
| CSKA Moscou                                                | 1-0 |     | 0-1 | 0-0 | 4-0 | 3-1 | 4-2 | 0-0 | 2-0 | 4-0 | 2-0 | 3-1 | 1-1 | 2-0 | 0-0 | 2-0 |
| Dynamo Moscou                                              | 0-0 | 1-1 |     | 2-1 | 3-0 | 0-1 | 1-1 | 1-0 | 2-1 | 1-0 | 0-0 | 1-1 | 0-1 | 2-0 | 3-1 | 4-2 |
| FK Khimki                                                  | 1-0 | 1-1 | 1-0 |     | 1-0 | 0-0 | 4-1 | 1-0 | 1-2 | 3-0 | 1-3 | 0-0 | 3-0 | 1-0 | 1-1 | 2-2 |
| FK Moscou                                                  | 2-0 | 1-1 | 0-0 | 1-1 |     | 1-1 | 1-1 | 0-1 | 0-2 | 1-1 | 1-1 | 1-3 | 1-3 | 0-1 | 2-2 | 2-3 |
| FK Rostov                                                  | 1-0 | 0-1 | 2-1 | 2-1 | 0-0 |     | 1-0 | 2-2 | 3-0 | 3-0 | 1-1 | 0-1 | 3-1 | 2-1 | 1-3 | 1-4 |
| Krylia Sovetov Samara                                      | 1-0 | 1-0 | 3-2 | 1-0 | 0-1 | 3-0 |     | 2-3 | 3-1 | 3-0 | 0-0 | 0-1 | 0-2 | 1-2 | 1-1 | 1-3 |
| Kouban Krasnodar                                           | 1-1 | 0-1 | 0-4 | 1-1 | 1-0 | 0-1 | 3-2 |     | 0-0 | 1-1 | 4-1 | 2-2 | 0-0 | 2-2 | 2-1 | 1-1 |
| Lokomotiv Moscou                                           | 0-1 | 1-2 | 2-2 | 1-0 | 2-0 | 2-1 | 5-2 | 2-3 |     | 1-1 | 1-1 | 0-2 | 4-3 | 3-1 | 0-0 | 1-0 |
| Luch-Energia Vladivostok                                   | 1-0 | 4-0 | 0-1 | 1-1 | 1-1 | 2-0 | 0-0 | 1-0 | 3-0 |     | 0-1 | 2-1 | 1-1 | 2-1 | 0-0 | 0-1 |
| Rubin Kazan                                                | 3-1 | 2-1 | 4-1 | 0-2 | 1-0 | 2-1 | 3-1 | 1-0 | 1-2 | 3-1 |     | 3-2 | 2-0 | 1-0 | 2-0 | 0-3 |
| Saturn Ramenskoïe                                          | 2-0 | 2-2 | 2-1 | 1-0 | 1-0 | 1-0 | 1-1 | 2-0 | 1-1 | 0-1 | 0-0 |     | 0-0 | 1-1 | 0-0 | 0-1 |
| Spartak Moscou                                             | 0-0 | 1-1 | 2-1 | 2-0 | 3-0 | 2-1 | 1-0 | 4-0 | 1-2 | 2-1 | 3-1 | 2-0 |     | 2-2 | 3-2 | 3-1 |
| Spartak Naltchik                                           | 0-1 | 1-1 | 4-1 | 1-1 | 0-0 | 1-0 | 0-0 | 1-0 | 0-0 | 2-0 | 1-0 | 1-3 | 1-2 |     | 1-0 | 0-3 |
| Tom Tomsk                                                  | 0-1 | 0-1 | 1-0 | 3-1 | 1-1 | 2-0 | 1-2 | 2-0 | 4-2 | 3-1 | 1-2 | 1-1 | 1-1 | 2-0 |     | 0-1 |
| Zénith Saint-Pétersbourg                                   | 0-0 | 2-1 | 3-0 | 4-1 | 2-0 | 2-1 | 1-1 | 1-0 | 1-1 | 3-1 | 1-0 | 1-1 | 1-3 | 4-3 | 2-1 |     |
| - Victoire à domicile - Match nul - Victoire à l'extérieur |     |     |     |     |     |     |     |     |     |     |     |     |     |     |     |     |

## Statistiques
| Rang | Joueur               | Club                     | Buts |
| ---- | -------------------- | ------------------------ | ---- |
| 1    | Roman Adamov         | FK Moscou                | 14   |
| 1    | Roman Pavlioutchenko | Spartak Moscou           | 14   |
| 3    | Jô                   | CSKA Moscou              | 13   |
| 3    | Vágner Love          | CSKA Moscou              | 13   |
| 5    | Pavel Pogrebniak     | Zénith Saint-Pétersbourg | 11   |
| 5    | Dmitri Sytchev       | Lokomotiv Moscou         | 11   |
| 7    | Andreï Archavine     | Zénith Saint-Pétersbourg | 10   |
| 7    | Andreï Kariaka       | Saturn Ramenskoïe        | 10   |
| 7    | Martin Kushev (en)   | Amkar Perm               | 10   |

| Rang | Joueur                  | Club                               | Passes |
| ---- | ----------------------- | ---------------------------------- | ------ |
| 1    | Iouri Jirkov            | CSKA Moscou                        | 9      |
| 2    | Andreï Archavine        | Zénith Saint-Pétersbourg           | 8      |
| 2    | Danny                   | Dynamo Moscou                      | 8      |
| 4    | Nikola Drinčić          | Amkar Perm                         | 7      |
| 4    | Dmitri Loskov           | Lokomotiv Moscou Saturn Ramenskoïe | 7      |
| 4    | Sergueï Skobliakov (en) | Tom Tomsk                          | 7      |
| 4    | Andreï Tikhonov         | FK Khimki                          | 7      |
| 4    | Dmitri Torbinski        | Spartak Moscou                     | 7      |

### Affluences
| Club                      | Affluence moyenne  |
| ------------------------- | ------------------ |
| Amkar Perm                | 24 067 spectateurs |
| CSKA Moscou               | 21 147 spectateurs |
| Dynamo Moscou             | 20 604 spectateurs |
| FK Khimki                 | 18 533 spectateurs |
| FK Moscou                 | 16 097 spectateurs |
| FK Rostov                 | 14 547 spectateurs |
| Krylia Sovetov Samara     | 13 332 spectateurs |
| Kouban Krasnodar          | 13 100 spectateurs |
| Lokomotiv Moscou          | 13 033 spectateurs |
| Luch-Energiya Vladivostok | 11 767 spectateurs |
| Roubine Kazan             | 10 684 spectateurs |
| Satourn Ramenskoïe        | 9 747 spectateurs  |
| Spartak Moscou            | 9 733 spectateurs  |
| Spartak Naltchik          | 7 500 spectateurs  |
| Tom Tomsk                 | 7 286 spectateurs  |
| Zénith Saint-Pétersbourg  | 5 513 spectateurs  |
| Total                     | 13 543 spectateurs |

## Les 33 meilleurs joueurs de la saison
À l'issue de la saison, la fédération russe de football désigne les 33 meilleurs joueurs du championnat (ru).
Gardien
1. Antonín Kinský (Saturn Ramenskoïe)
2. Vladimir Gaboulov (Kouban Krasnodar)
3. Stipe Pletikosa (Spartak Moscou)

Arrière droit
1. Branislav Ivanović (Lokomotiv Moscou)
2. Aleksandr Anioukov (Zénith Saint-Pétersbourg)
3. Vassili Bérézoutski (CSKA Moscou)

Défenseur central droit
1. Sergueï Ignachevitch (CSKA Moscou)
2. Denis Kolodine (Dynamo Moscou)
3. Radoslav Kováč (Spartak Moscou)

Défenseur central gauche
1. Ján Ďurica (Saturn Ramenskoïe)
2. Martin Stranzl (Spartak Moscou)
3. Nicolas Lombaerts (Zénith Saint-Pétersbourg)

Arrière gauche
1. Alexeï Bérézoutski (CSKA Moscou)
2. Kim Dong-jin (Zénith Saint-Pétersbourg)
3. Emir Spahić (Lokomotiv Moscou)

Milieu défensif
1. Anatoliy Tymoshchuk (Zénith Saint-Pétersbourg)
2. Dmitri Khokhlov (Dynamo Moscou)
3. Alekseï Igonine (Saturn Ramenskoïe)

Milieu droit
1. Miloš Krasić (CSKA Moscou)
2. Vladimir Bystrov (Spartak Moscou)
3. Alekseï Ivanov (en) (Luch-Energia Vladivostok/Saturn Ramenskoïe)

Milieu central
1. Konstantine Zyrianov (Zénith Saint-Pétersbourg)
2. Egor Titov (Spartak Moscou)
3. Igor Semchov (Dynamo Moscou)

Milieu gauche
1. Iouri Jirkov (CSKA Moscou)
2. Diniar Bilialetdinov (Lokomotiv Moscou)
3. Dmitri Torbinski (Spartak Moscou)

Attaquant droit
1. Vágner Love (CSKA Moscou)
2. Roman Pavlioutchenko (Spartak Moscou)
3. Danny (Dynamo Moscou)

Attaquant gauche
1. Andreï Archavine (Zénith Saint-Pétersbourg)
2. Jô (CSKA Moscou)
3. Dmitri Sytchev (Lokomotiv Moscou)

## Bilan de la saison
| Championnat de Russie de football 2007    |                                      |
| Champion                                  | Zénith Saint-Pétersbourg (1er titre) |
| Coupes et trophées                        |                                      |
| Vainqueur de la Coupe de Russie 2007-2008 | CSKA Moscou                          |
| Vainqueur de la Supercoupe de Russie 2007 | CSKA Moscou                          |
| Qualifications continentales              |                                      |
| Ligue des champions 2008-2009             | Spartak Moscou                       |
| Ligue des champions 2008-2009             | Zénith Saint-Pétersbourg             |
| Coupe UEFA 2008-2009                      | CSKA Moscou                          |
| Coupe UEFA 2008-2009                      | FK Moscou                            |
| Coupe Intertoto 2008                      | Saturn Ramenskoïe                    |
| Promotions et relégations                 |                                      |
| Promus en première division               | Chinnik Iaroslavl                    |
| Promus en première division               | Terek Grozny                         |
| Relégués en deuxième division             | Kouban Krasnodar                     |
| Relégués en deuxième division             | FK Rostov                            |